# Marie Karoline von Fuchs-Mollard

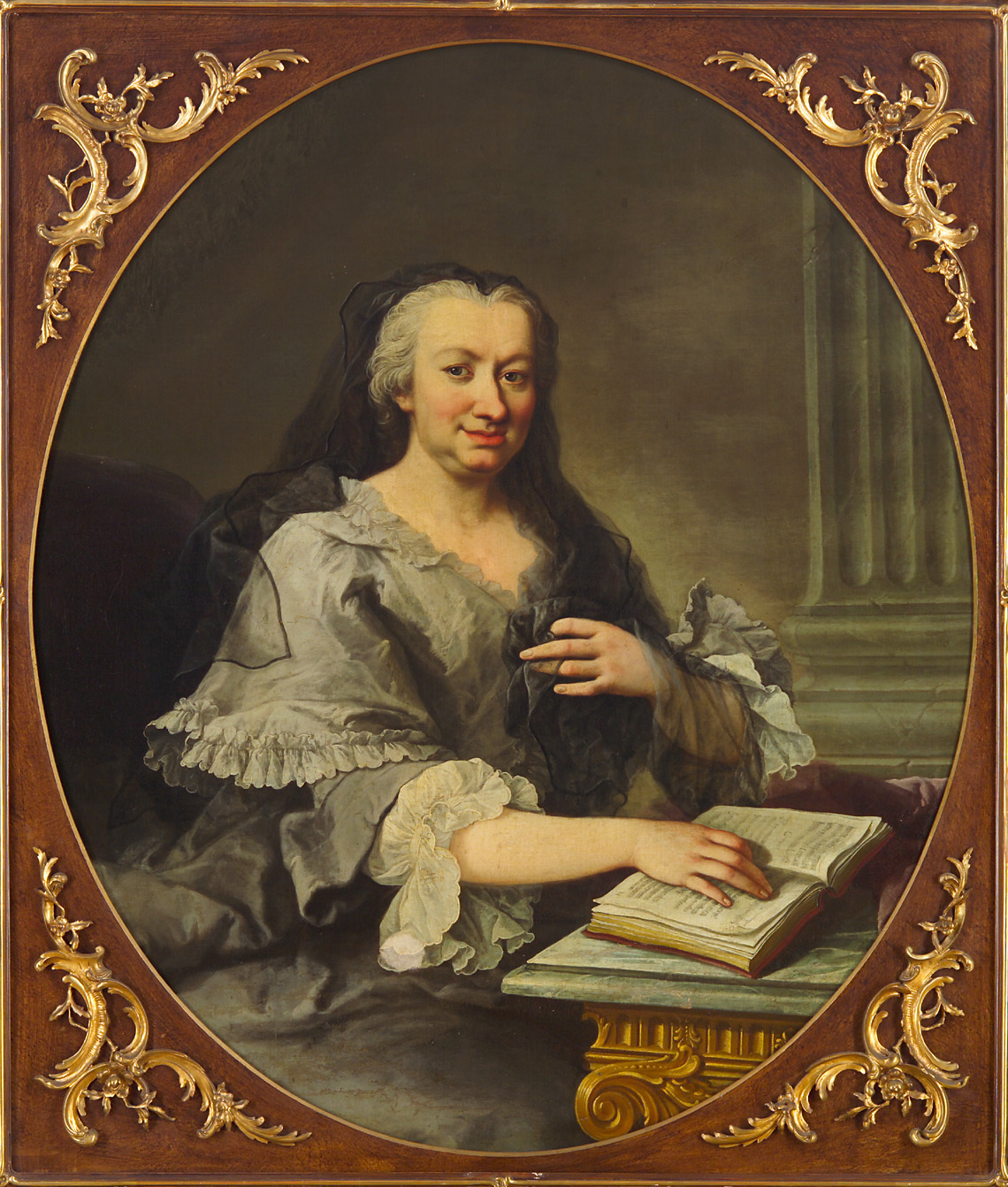
Gravin Marie Karoline von Fuchs-Mollard

Marie Karoline Gräfin von Fuchs-Mollard (14 januari 1681 – 27 april 1754) beter gekend als Charlotte was de gouvernante van Maria Theresia van Oostenrijk.
Ze werd geboren in Wenen en kwam naar het keizerlijke hof als hofdame van de toekomstige koningin van Portugal, Maria Anna van Oostenrijk, dochter van keizer Leopold I de keizer van het Heilig Roomse Rijk.
In 1710 trouwde ze met Christoph Ernst Graf von Fuchs met wie ze twee dochters kreeg.
In 1717 vertrouwde keizerin Elisabeth Christine de opvoeding van haar dochter Maria Theresia, de vermoedelijke troonopvolgster van het Habsburgse Rijk, toe aan Marie Karoline. Tijdens de opvoeding leerde de gravin etiquette aan Maria Theresia en groeide er ook een sterke band tussen de twee.
Toen Maria Theresia haar vader opvolgde en zelf keizerin van het Heilige Roomse Rijk en koningin van Bohemen en Hongarije werd, schonk ze een kasteel aan gravin Fuchs.
Bij de dood van de gravin in Wenen beval Maria Theresia dat ze begraven moest worden in de Keizerlijke Crypte in Wenen. Zo is de gravin de enige niet-Habsburgse die werd begraven in deze crypte.